# Нетания
Нетания (на иврит: נתניה) е град в Израел с население от 183 200 жители (2009 г.). Има площ от 28,455 кв. км. Основан е на 18 февруари 1929 г. Намира се на 30 км северно от град Тел Авив.

## Побратимени градове
- Гоулд Коуст, Австралия от 1987 г.
- Комо, Италия
- Синсинати, САЩ